# Sternoppiidae
Sternoppiidae zijn  een familie van mijten. Bij de familie is één geslacht met 11 soorten ingedeeld.